# Rozelle Claxton
Rozelle Claxton (Memphis (Tennessee), 5 februari 1913 – Lake Forest (Illinois), 30 maart 1995) was een Amerikaanse jazzpianist en -arrangeur.

## Biografie
Rozelle Claxton verscheen op 15-jarige leeftijd in wekelijkse radio-uitzendingen. Als professionele muzikant begon hij op 17-jarige leeftijd met Jimmie Lunceford en Clarence Davis, wiens band werkte met W.C. Handy. Als pianist werkte hij tijdens de jaren 1930 als freelance muzikant voor Harlan Leonard in Kansas City (Missouri), waar hij les kreeg in arrangement. Hij speelde ook met Bennie Moten en Ernie Fields. Hij trad ook op als solist in Chicago, werkte samen met Eddie South en was korte tijd vervangend pianist in het Count Basie Orchestra. Tijdens de jaren 1940 werkte hij samen met Walter Fuller, George Dixon, Earl Hines, Red Norvo, Jimmie Lunceford en Andy Kirk. Hij studeerde begin jaren 1950 in Chicago. In 1954 behaalde hij een masterdiploma. Hij begeleidde ook zangeressen als Pearl Bailey. Vanaf 1959 werkte hij tot de jaren 1960 met Franz Jassons Original Jass All-Stars. Als metgezel van Pearl Bailey toerde hij met haar van 1978 tot 1983, verder trad hij solo op als organist en pianist in Chicago.

## Overlijden
Rozelle Claxton overleed in maart 1995 op 82-jarige leeftijd.